# 8768 Barnowl
8768 Barnowl este un asteroid din centura principală de asteroizi.

## Descriere
8768 Barnowl este un asteroid din centura principală de asteroizi. A fost descoperit pe 29 septembrie 1973 la Observatorul Palomar de Cornelis Johannes van Houten, Ingrid van Houten-Groeneveld și Tom Gehrels. Asteroidul prezintă o orbită caracterizată de o semiaxă mare de 2,42 ua, o excentricitate de 0,11 și o înclinație de 4,4° în raport cu ecliptica.